# John Singleton Copley
Pour les articles homonymes, voir Copley.
John Singleton Copley  probablement né le 3 juillet 1738 à Boston dans la Province de la baie du Massachusetts et mort le 9 septembre 1815, à Londres est un artiste peintre anglo-américain.
Portraitiste accompli de l'Amérique coloniale, reconnu pour son rendu réaliste des textures et sa maîtrise des contrastes. Formé de manière informelle auprès de son beau-père graveur, il assimile les styles baroque et rococo des peintres émigrés, en puisant largement dans les estampes anglaises, il s'assure une clientèle riche et variée dans une période pré-révolutionnaire.
Installé à Londres en 1775 après un voyage en Europe, il se consacre davantage à la peinture d'histoire monumentale, tout en continuant les portraits aristocratiques. Il adopte alors un style plus fluide et conforme au grand style européen. Ses grandes toiles historiques, sont novatrices dans leur volonté de représenter des sujets contemporains.
Figure majeure de l’art transatlantique du XVIIIe siècle, Copley laisse une œuvre qui allie réalisme minutieux et ambition narrative. 

## Biographie
John Singleton Copley est le fils de Richard Copley et de Mary Singleton Copley émigrés anglo-irlandais et marchands de tabac dans le quartier de Long Wharf près du port de Boston. Lorsque son père meurt, sa mère se remarie en 1748 avec le graveur Peter Pelham.

### Nouvelle Angleterre
À partir de l'âge de 10 ans, entre 1748 et 1751, Copley vit sur Lindel's Row avec sa famille et son beau-père, Peter Pelham, graveur en manière noire formé à Londres, qui lui enseigne le dessin, la gravure et l'art du portrait, et lui fait découvrir les estampes anglaises. Il l'introduit également à son cercle composé d'artistes émigrés tels que les  peintres John Smibert, Robert Feke et Joseph Blackburn, dont Copley assimile les styles baroque tardif et rococo. Blackburn, en particulier, marque ses compositions et ses poses jusqu'au milieu des années 1760.
Copley utilise les estampes comme sources visuelles, notamment pour ses premières peintures mythologiques ou d'histoire et ses portraits. Ses modèles incluent les œuvres de Thomas Hudson, John Faber Jr., James MacArdell et, plus tard, Joshua Reynolds. En effet, comme il n'y avait pas de peintures européennes de premier ordre en Amérique avant le XIXe siècle, dans le Boston colonial, les modèles artistiques de Copley se limitent à des gravures monochromes et à des textes théoriques de  Charles-Alphonse Du Fresnoy, Roger de Piles, Horace Walpole, Francesco Algarotti,  Daniel Webb, George Turnbull, et un ouvrage d'architecture de James Gibbs. La reproduction pouvait donner au spectateur une impression générale d'une œuvre, mais ne pouvait pas révéler des éléments essentiels du métier du peintre tels que le maniement de la peinture et le travail de la couleur. Contraint d'improviser, Copley  développe des méthodes uniques pour mélanger et appliquer les pigments, ainsi que l'utilisation de contrastes chromatiques vifs, afin de donner « vie » à ses portraits,.
Son premier travail est un portrait de Pelham, suivi quelques années plus tard par celui de son demi-frère Charles Pelham. À l'âge de 16 ans, il publie un portrait en mezzotinte du révérend William Welsteed, pasteur à Boston, après avoir effacé et re-gravé la plaque qu'avait précédemment utilisée Peter Pelham. Il produit également d'autres portraits peints à cette époque, et en 1754, à l'âge de 17 ans, il achève un grand tableau mythologique,  Mars, Vénus, Cupidon et Vulcain . Dans cette œuvre, remarquable pour un artiste aussi jeune, il s'inspire du style pictural qui s'était imposé en Angleterre depuis van Dyck et Lely, il s'y perçoit également une légère influence de l'art français contemporain, notamment dans le type féminin. Il est possible qu'une gravure française ait également servi de modèle pour ce tableau, indique l'historienne d'art Carie Rebora Barratt.
En 1756, Copley constitue un carnet de croquis contenant des études anatomiques qu'il a copiées à partir de divers traités médicaux ; il utilisera ce carnet comme référence tout au long de sa vie.
Maître dans plusieurs techniques, il est le premier Américain de naissance à peindre des portraits miniatures à l'huile sur cuivre ou à l'aquarelle sur ivoire . Il réalise égalements de nombreux pastels montés sur toile comme des huiles, et perfectionne la luminosité de ses œuvres grâce à des glacis transparents. Il sollicite de Jean-Étienne Liotard l'envoi d'une boîte de bâtonnets , bien qu'aucune preuve ne subsiste suggérant que le célèbre pastelliste suisse lui ait répondu. Il développe un style personnel, alliant précision anatomique, couleurs franches et modelé puissant, tout en conservant une capacité rare à individualiser ses modèles.
Techniquement très habile, il acquiert une réputation pour ses représentations réalistes, tout en regrettant l'incapacité de ses concitoyens à reconnaître la noblesse de l'art et des artistes. Il s'impose avec succès face à son concurrent anglais Joseph Blackburn et, après 1760, grâce à ses portraits exceptionnels, tels que celui d'Epes Sargent (vers 1760) ; il devient le peintre préféré incontesté de la haute société de Boston et peint les membres des familles influentes aux goûts anglophiles. Il travaille lentement et méticuleusement, préparant ses toiles avec soin, celles qui sont conservées résistent effectivement bien au temps, écrit Prown . Toutefois, nombre de ces premiers portraits de l'artiste qui se trouvaient dans des collections américaines ont été détruits lors du grand incendie de Boston  en 1872. 

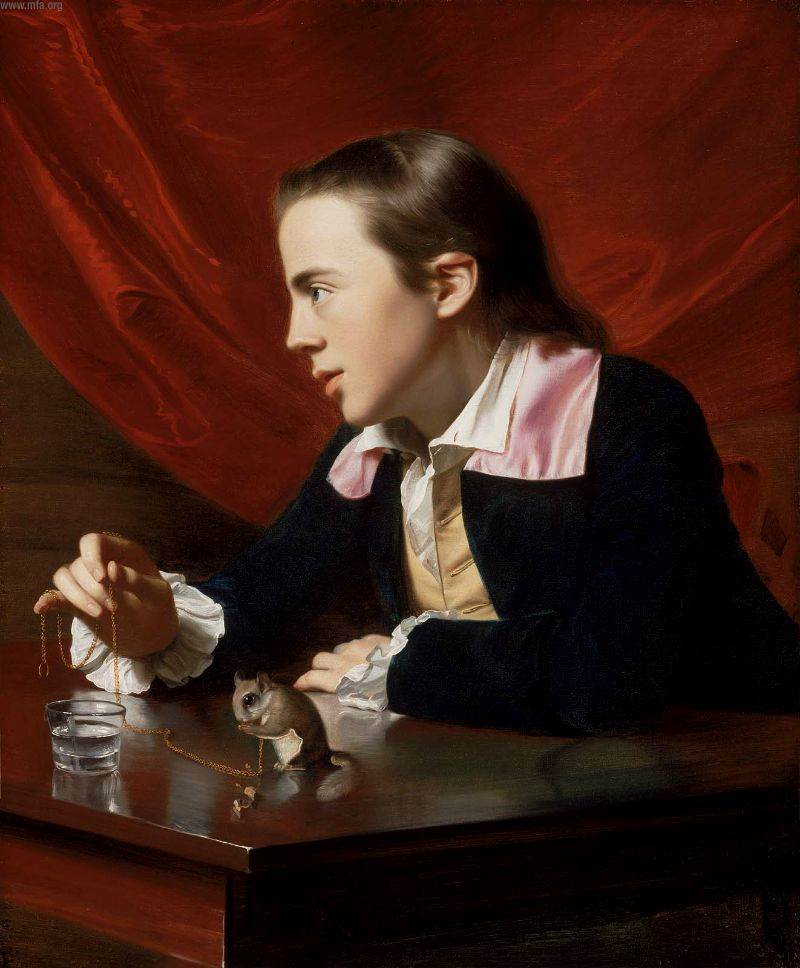
Le Garçon à l'écureuil, 1765.

Ses portraits en pied, rares à l'époque, témoignent d'un sens aigu de la pose et de la texture. En 1765, il envoie à Londres son célèbre Garçon à l'écureuil, qui séduit Reynolds et Benjamin West, bien que tous deux lui conseillent d'assouplir son trait. Malgré leurs encouragements à venir en Europe, il reste à Boston jusqu'en 1774, profitant d'une clientèle fidèle, aussi bien loyaliste que patriote.
| - Mrs. Theodore Atkinson Jr. 1765. - Nicolas Boylston, 1767. - Epes Sargent, 1760. - Joseph Barrel, c. 1767. - John Bours, c. 1760, 1762. - Mrs Gage, c. 1771. |

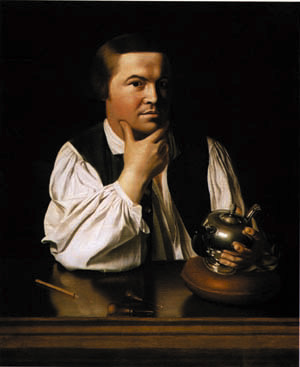
Paul Revere, 1768.

Parmi les œuvres marquantes de cette période figure le portrait de Paul Revere, d'une intensité psychologique remarquable, et celui de Samuel Adams. Ce portrait de Samuel Adams est le portrait le plus ouvertement politique de Copley. Adams y est représenté affrontant le gouverneur Thomas Hutchinson à la veille de la Révolution américaine. De la main droite, il serre un parchemin exigeant le retrait des troupes britanniques de la ville après le massacre de Boston, survenu le 5 mars 1770. De la gauche, il désigne résolument la charte de la colonie du Massachusetts, rappelant au gouverneur les droits accordés par le roi à ses citoyens. Ce portrait fut commandé pour être accroché dans la maison de John Hancock, l'un des patriotes les plus riches et influents de Boston.

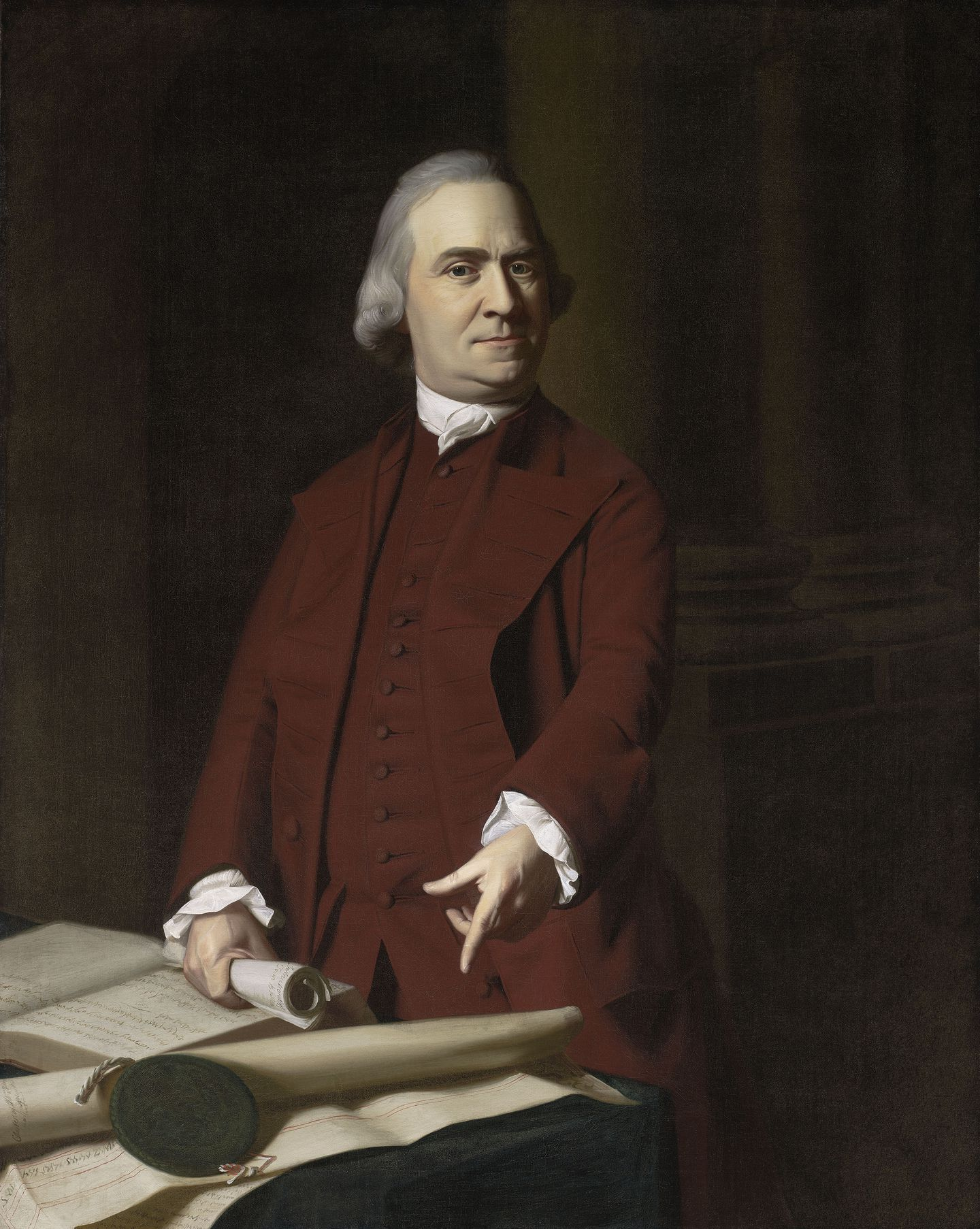
Samuel Adams, (1770–1772, Museum of Fine Arts, Boston).

En 1769, Copley épouse Susanna Farnham Clarke, fille de Richard Clarke, l'un des marchands les plus importants de Boston, et agent officiel de la Compagnie britannique des Indes orientales à Boston. Accroissant ainsi sa richesse et son statut social, Copley s'installe alors sur Beacon Hill, à proximité de John Hancock et d'autres personnalités influentes,.
La même année que son mariage, Copley réalise ses premiers autoportraits connus ; ces portraits le représentent élégamment vêtu en gentleman, avec perruque poudrée et vêtements aux couleurs éclatantes. Artistiquement et socialement, ces autoportraits annoncent que Copley avait atteint un nouveau niveau de prestige. Son autoportrait le plus ambitieux, The Copley Family (1776–77, National Gallery of Art, Washington, D.C.), peint en Angleterre représente son épouse, son beau-père et quatre de ses six enfants .
En 1771, Copley se rend à New York, où il réalise pas moins de trente-sept portraits en seulement sept mois. Ce voyage fut motivé par une commande passée en 1768 pour un portrait du révérend Myles Cooper président de King's College, aujourd’hui l'Université Columbia. Après avoir posé pour son portrait à Boston, Cooper encourage Copley à entreprendre un séjour de travail à New York . Le capitaine Stephen Kemble organisa un ensemble de souscriptions pour assurer à Copley un flux régulier de commandes dans la ville. Ses mécènes new-yorkais appartenaient majoritairement à l'Église anglicane et affichaient des positions loyalistes, contrairement à sa clientèle bostonienne, plus variée sur les plans religieux et politique.
Copley fit également un court passage à Philadelphie lors de ce voyage. En 1769, il s'était rendu à Portsmouth, dans le New Hampshire, pour exécuter un portrait au pastel du gouverneur John Wentworth ; le nombre total de ces courts déplacements reste inconnu. Copley bénéficia aussi de la clientèle de Gloucester, Marblehead, Newburyport et Salem, ainsi que de commanditaires dans le New Hampshire, le Maine et le Rhode Island, bien que nombre de ces portraits aient été réalisés dans son atelier à Boston. Ses voyages, notamment à New York en 1771, élargirent sa clientèle.

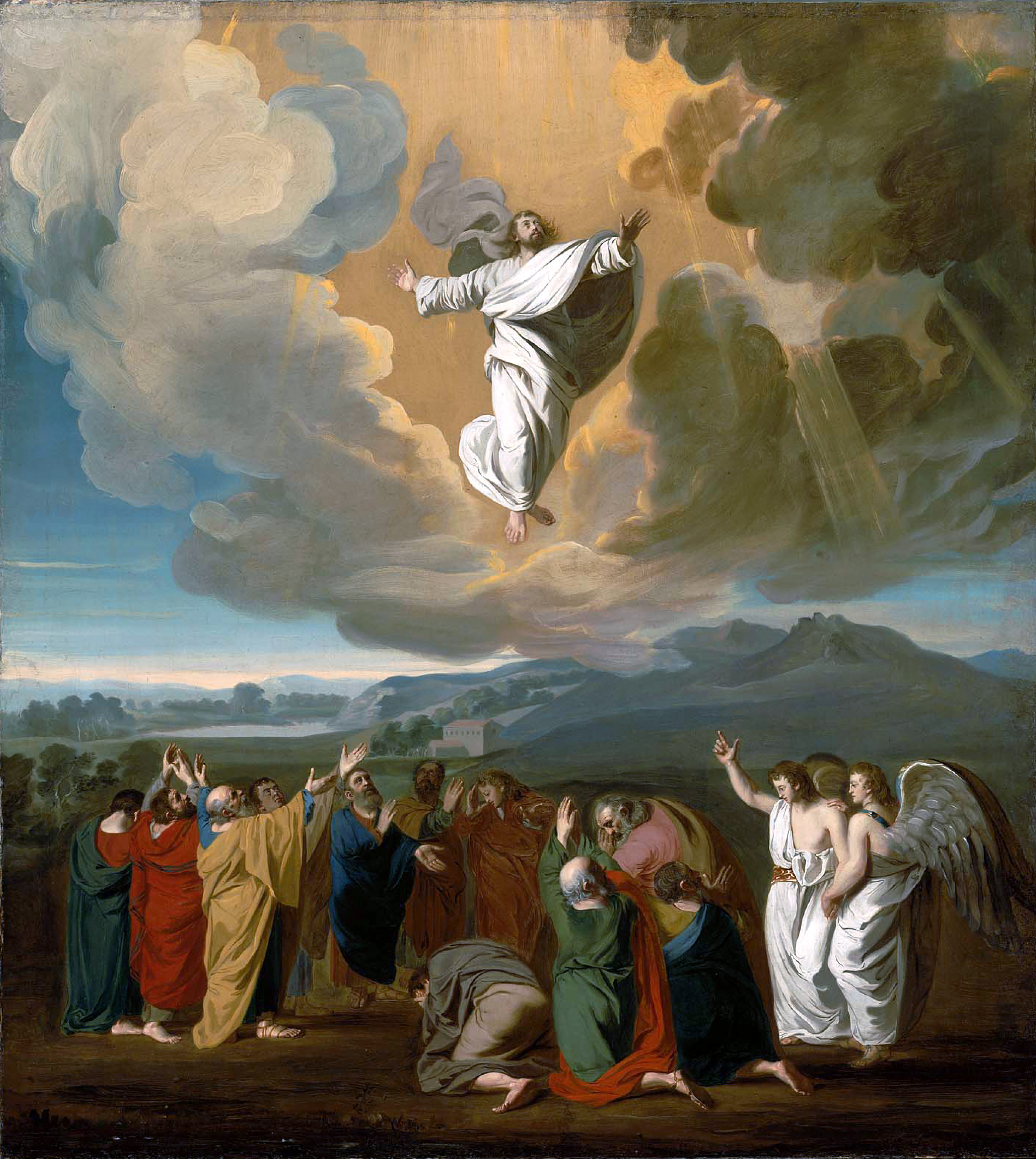
Ascension de Jésus, 1775, peint après le voyage en Italie.

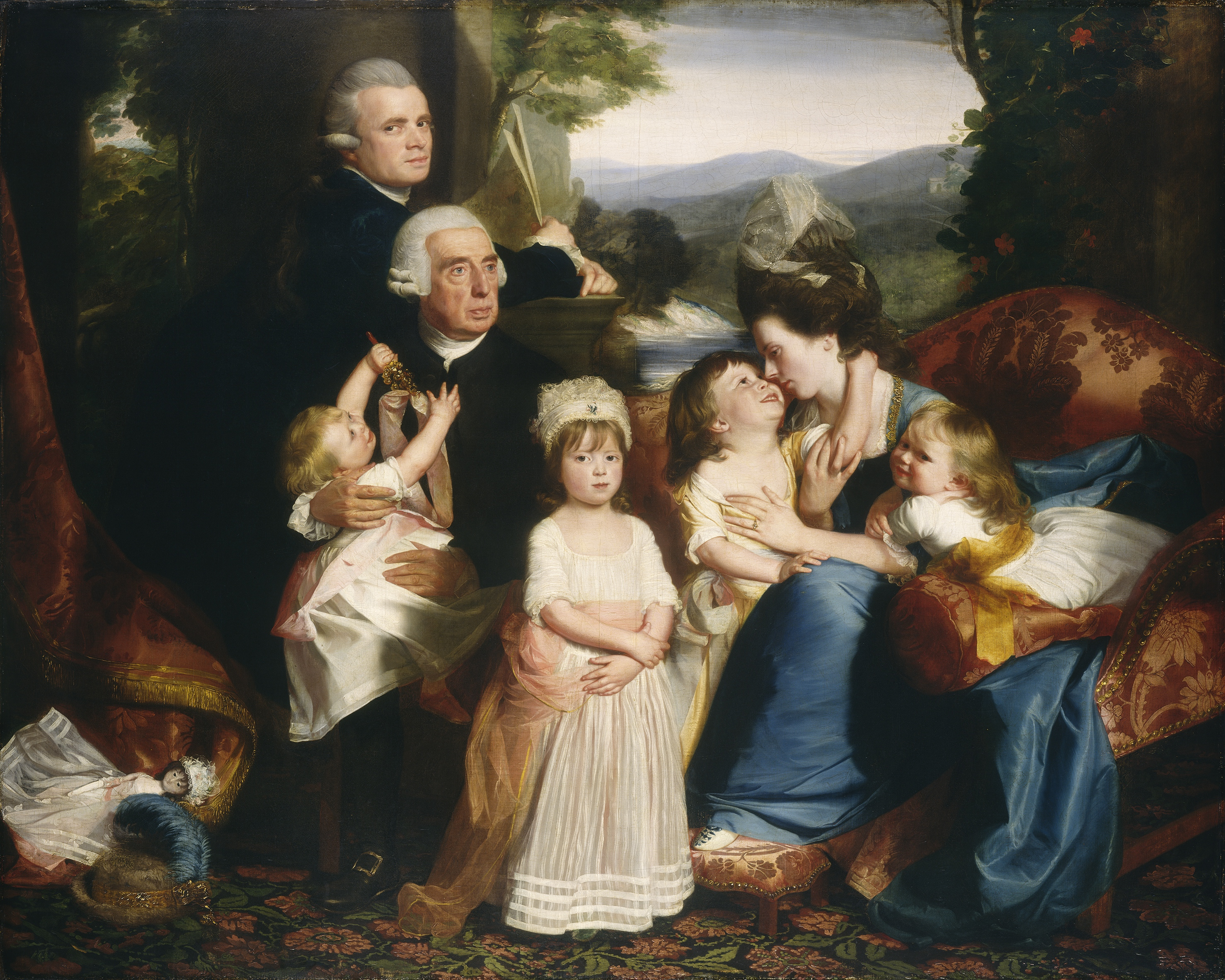
John Singleton Copley - The Copley Family (1776-77).

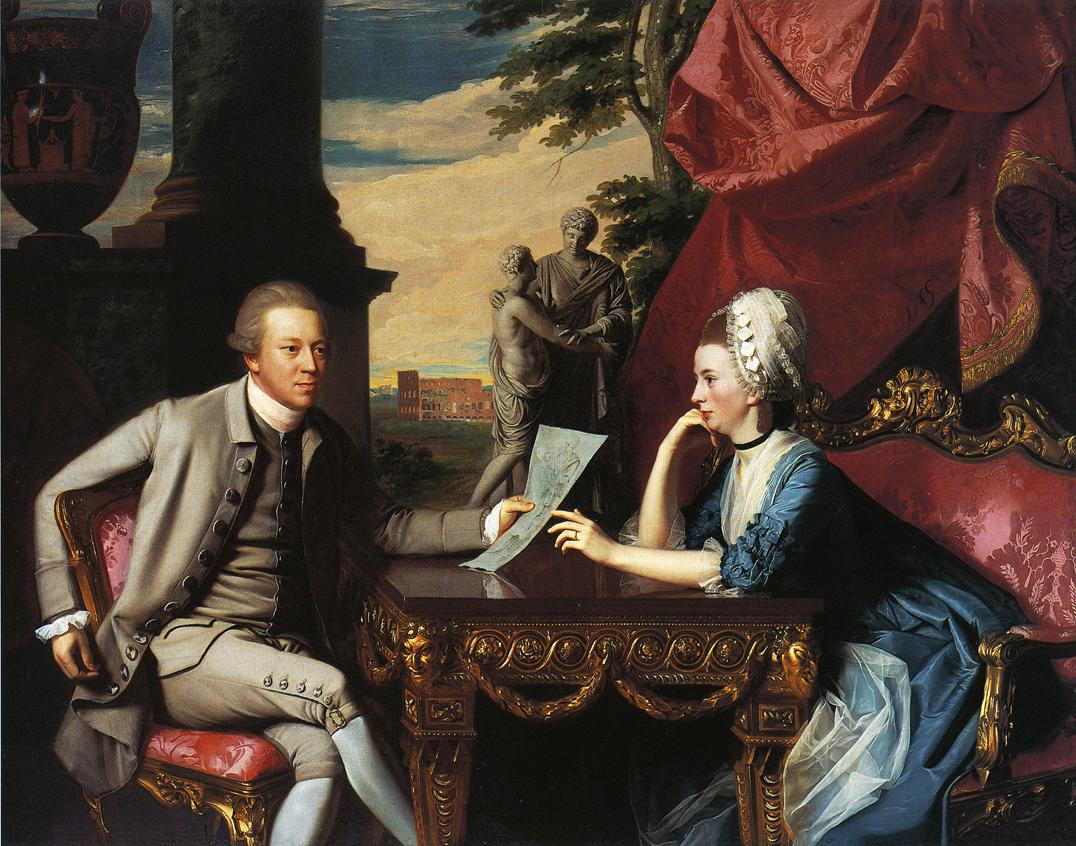
Mr and Mrs Ralph Izard, Américains à Rome, 1775.

Tories et Whigs furent clients de Copley à Boston. Parmi ses commanditaires loyalistes figure le général Thomas Gage, commandant en chef des forces britanniques en Amérique du Nord et dernier gouverneur royalement nommé du Massachusetts (vers 1768–69). Avec des commandes provenant à la fois d’Adams et de Gage, il n'est pas surprenant que Copley ait écrit à Benjamin West en 1770 : « Je souhaite éviter toute accusation d'esprit partisan, les querelles politiques n'étant ni agréables à un artiste ni avantageuses pour l'Art lui-même… ».
Cependant, à mesure que la perspective d’un conflit armé se renforce, Copley ne peut maintenir sa neutralité. L'encouragement des élites artistiques britanniques l'attirait vers Londres, tandis que la pression politique croissante le poussait hors de Boston. Les événements politiques, en particulier le Stamp Act de 1765, les Townshend Acts de 1767, les mouvements de boycott qu'ils ont provoqués et le massacre de Boston en 1770, ont conduit à la déstabilisation et à la polarisation de la société bostonienne. L'événement déterminant dans la décision de Copley d'émigrer fut la Boston Tea Party de 1773. Copley décide finalement de quitter l'Amérique pour l'Angleterre en 1774, et après un détour par la France et l'Italie, il est rejoint à Londres par son épouse et ses enfants en 1775. 
Ainsi avant de s'établir définitivement à Londres, où il est accueilli par West, Copley suit ses conseils et voyage pendant quatorze mois à partir de 1774, visitant, la France (Paris, Rouen, Lyon, Marseilles), puis les ruines grecques de Paestum et surtout l'Italie, les vestiges romains de Pompéi, Gènes, Florence, Venise (où il est très intéressé par la technique de Titien), Pise, Naples, Rome où il arrive « heureux de pouvoir assister à la magnificence des réjouissances qui accompagnent l'élection du pape. »,, puis l'Autriche, l'Allemagne et les Pays-Bas. Confronté aux œuvres de l’Antiquité classique et des grands maîtres, il surmonte ses appréhensions antérieures vis-à-vis des compositions à figures multiples. Cette nouvelle assurance se manifeste dans L'Ascension (1775), inspirée de  La Transfiguration de Raphaël.
Il passe le reste de sa carrière en Angleterre, peignant davantage de portraits de groupe et de scènes historiques qu'il ne l'avait fait en Amérique. Son style devient plus pictural et ses poses plus dynamiques. West, son ancien mentor, devient son rival : en 1792, tous deux se disputent la présidence de la Royal Academy of Arts, mais West l'emporte,.

### Londres
Ses premières œuvres coloniales, principalement des portraits, étaient destinées à la sphère privée. En revanche, Londres était un lieu d'expositions publiques et d'organisations artistiques, c'est là que l'ambition et le talent de Copley évoluent tant en termes d'envergure que de réussite.
| - Richard Heber jeune, (1782). - Augustus Brine, (1782). |

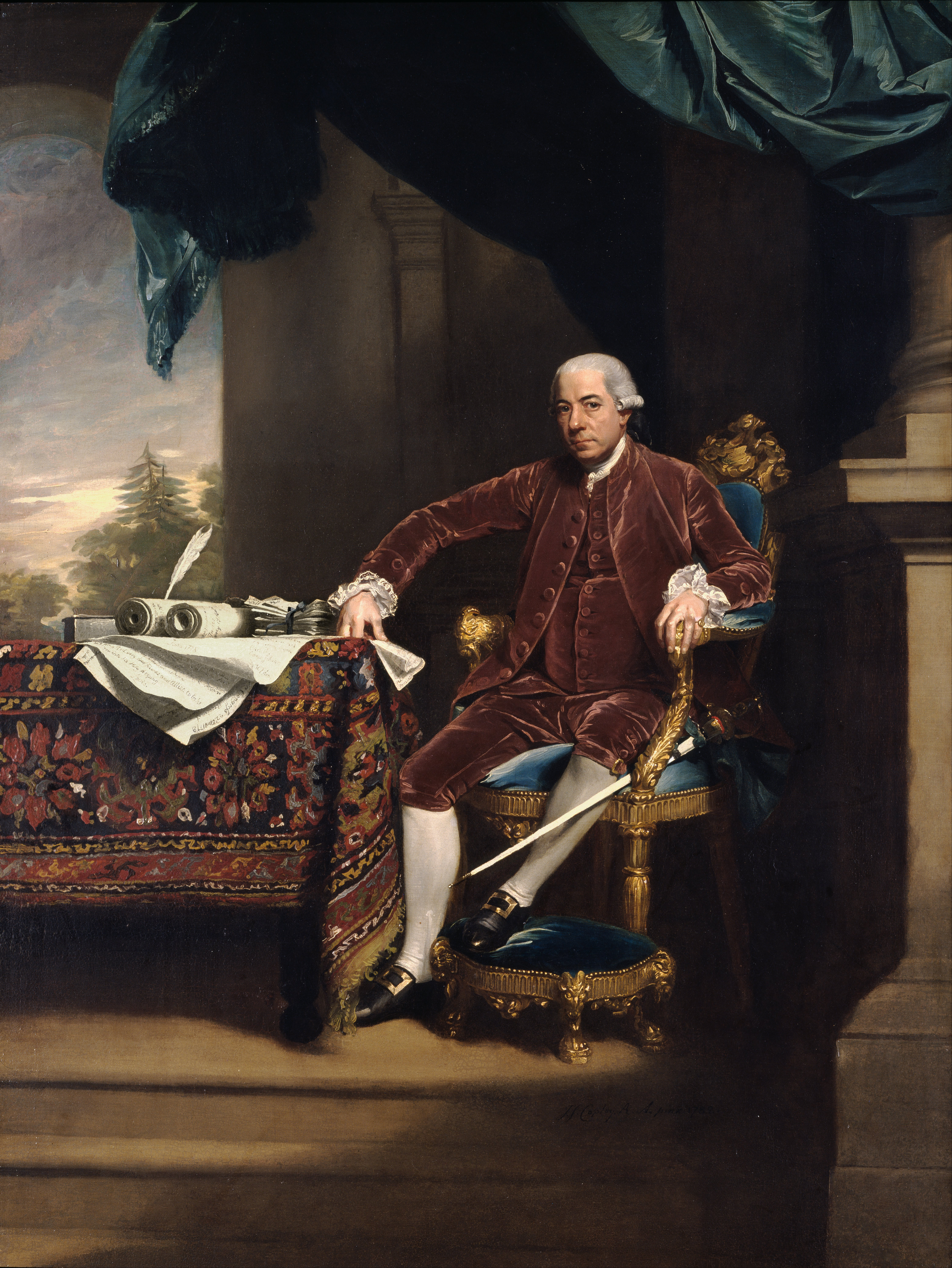
Henry Laurens, (1782).

À 37 ans, Copley entame une seconde carrière en Angleterre. Il espére se consacrer à la peinture d'histoire, ambition ancienne nourrie par ses lectures théoriques sur l'art et la recherche du « plus haut genre » pictural, tout en continuant à peindre des portraits de célébrités américaines ou britanniques. Son style anglais, influencé par West, Reynolds et George Romney, est plus libre que son style américain. Les coups de pinceau souples et fluides dissolvent les détails au profit d’effets visuels plus flamboyants. Les forts contrastes de lumière et d’ombre, toujours présents, servent à ouvrir l’espace autant qu’à animer la surface. Il s'installe d'abord dans une maison sur Leicester Fields, puis sur George Street, près de Hanover Square, où il demeure jusqu'à sa mort.
À Londres, Copley gagne un large public, le succès critique et une grande richesse grâce à ses peintures d'histoire. 

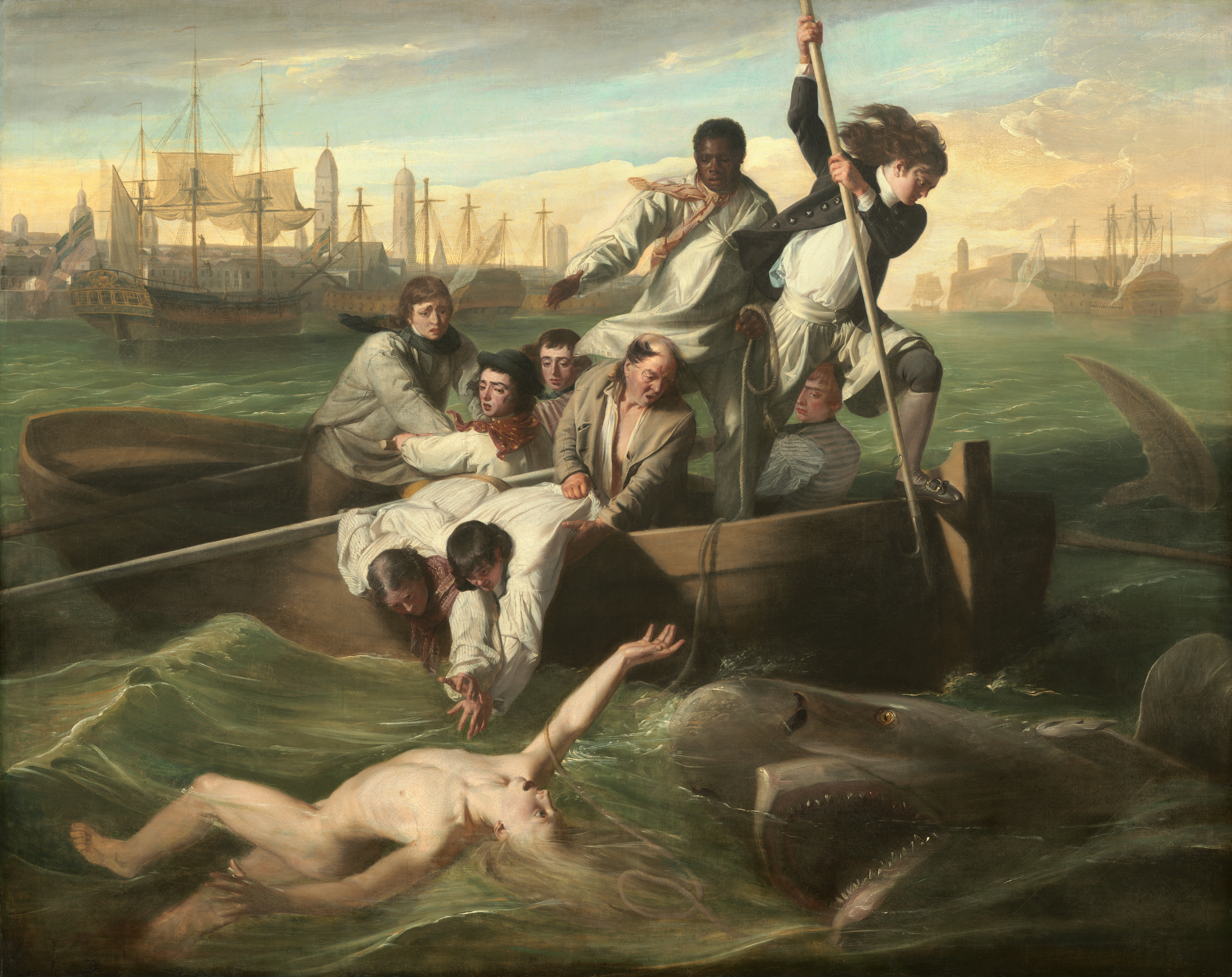
Watson and the Shark, 1778.

Son premier grand succès dans ce genre Watson et le Requin (Watson and the Shark) (1778, deux grandes versions, National Gallery of Art, Washington, D.C. et Museum of Fine Arts, Boston), commandé par Brook Watson, est exposé avec succès à la Royal Academy, elle est ensuite offerte au Christ's Hospital et popularisée en mezzotinte par Valentine Green. Cette toile, qui évoque un véritable évènement, montre le moment où l'équipage d'un navire sauve le jeune Brook Watson des mâchoires d’un requin,,. L’œuvre reflète son admiration pour la « révolution de la peinture d'histoire » initiée par La Mort du général Wolfe (1771) peint par Benjamin West, représentant des événements récents en termes contemporains plutôt que classiques. Élu membre associé de la Royal Academy en 1776, Copley devient membre à part entière en 1779 grâce à ce tableau. Pour la remise de son diplôme, (1782), il présente une œuvre biblique, Le Paiement du tribut.

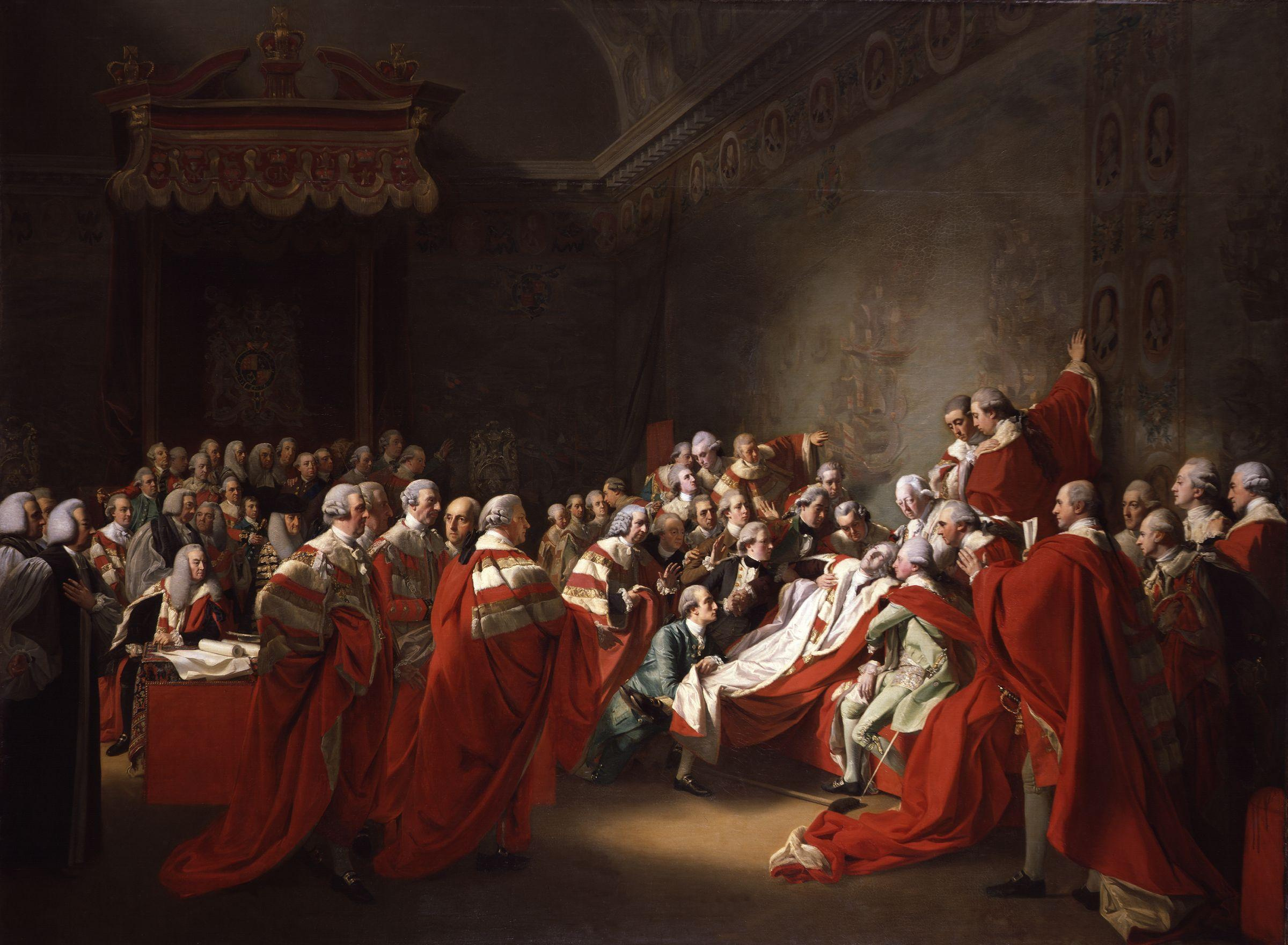
The Death of the Earl of Chatham, 1779–81, Tate Gallery, Londres.

Son œuvre suivante, The Death of the Earl of Chatham, illustre le moment authentique et dramatique où Chatham — favorable à la cause américaine — est frappé d'une attaque en plein débat parlementaire. Dans ce tableau Copley pousse plus loin l'innovation, combinant peinture d'histoire et portraiture, avec 55 portraits des nobles les plus influents d'Angleterre. Copley se voyait comme historien autant qu'artiste, cherchant à enregistrer l'événement pour la postérité, écrit l'historien d'art Jules David Prown . Le sujet est politiquement sensible, et le tableau provoque une forte impression publique et vaut à Copley de nouveaux éloges. L'artiste tire un revenu important en organisant une exposition pour montrer la toile avec entrée payante,. Francesco Bartolozzi popularisa le tableau en en produisant une gravure. Faute de trouver un acheteur au prix demandé, Copley cède l'œuvre en 1806 lors d'une loterie qui lui rapporta 2 000 livres.

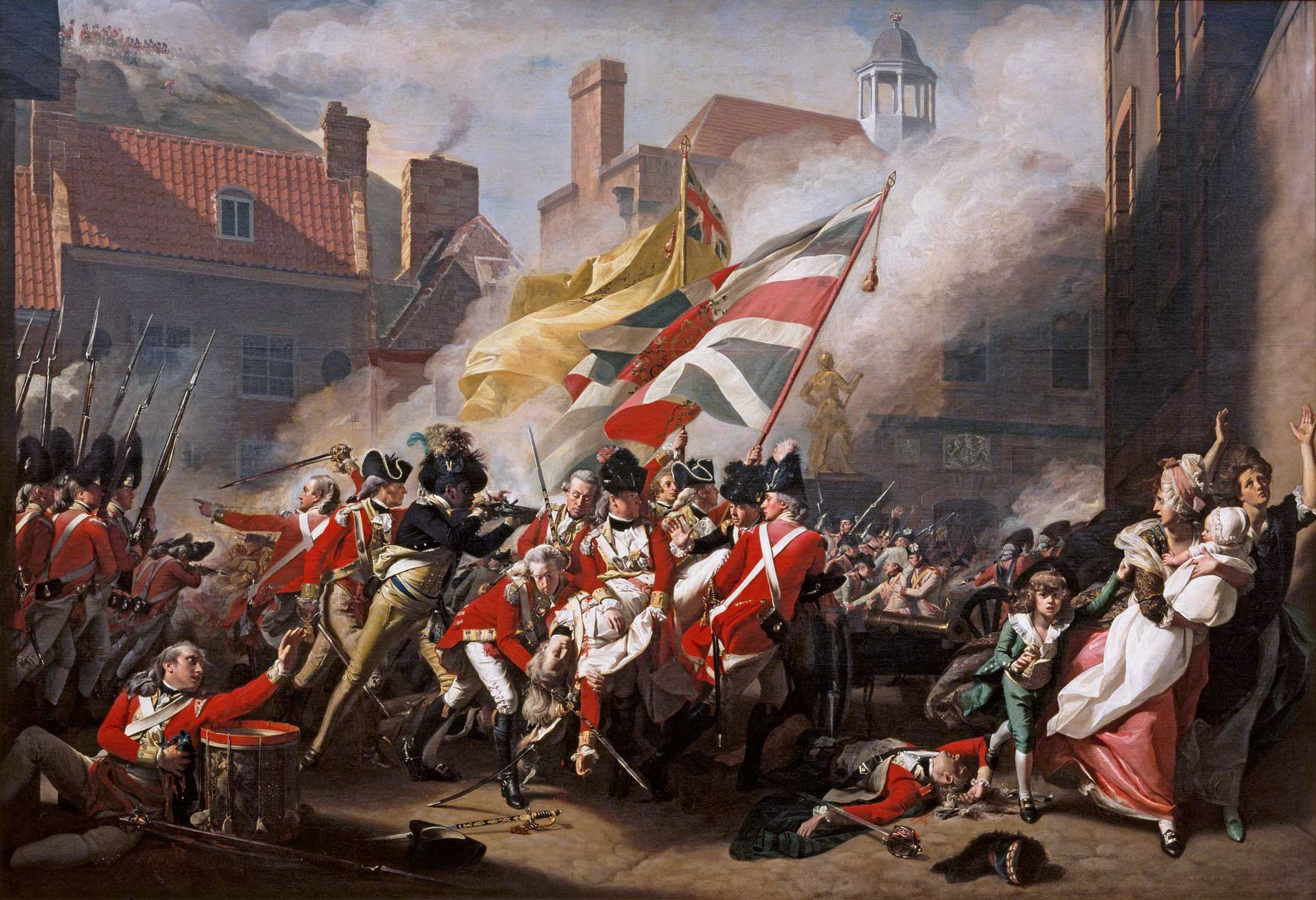
The Death of Major Pierson, 1783.

Son troisième grand succès fut The Death of Major Pierson, qui illustre la victoire britannique sur l'invasion française de l'île de Jersey en 1781, marquée par la mort héroïque de Peirson et la vengeance de son serviteur noir. Considérée comme sa plus grande peinture d’histoire, l'œuvre se distingue par sa composition vigoureuse, ses couleurs brillantes et ses contrastes lumineux. Elle associe précision topographique, portraiture et intensité dramatique,. L'œuvre attire particulièrement les éloges du roi George III. Suivant la méthode académique, Copley réalisa de nombreux dessins et études à l'huile pour ses compositions complexes à plusieurs figures. Comme dans ses portraits américains, ses peintures d'histoire anglaises combinent des portraits ressemblants et des compositions empruntées à des estampes européennes. Ses voyages lui permirent également de citer les maîtres anciens dans ses toiles.

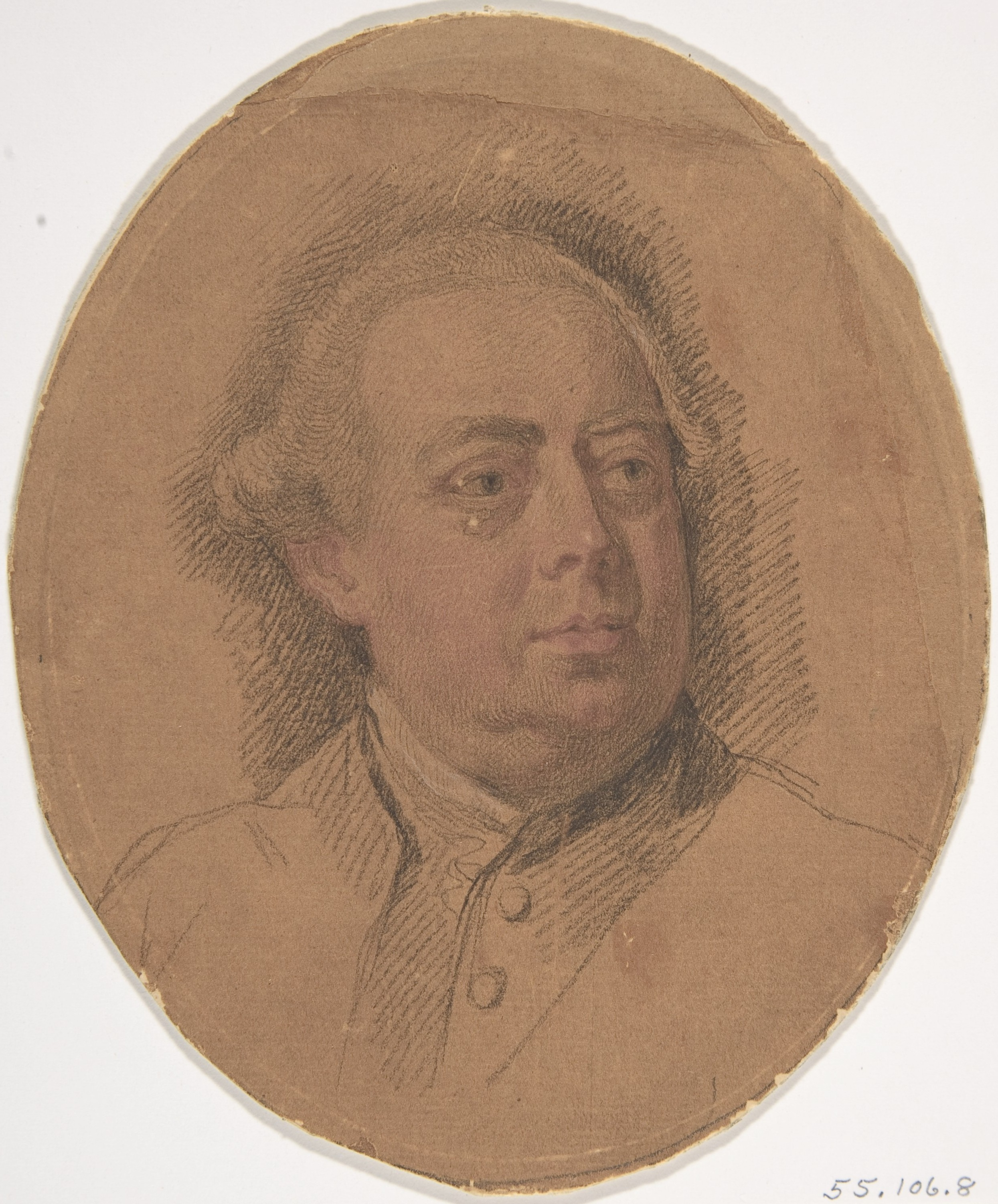
Étude pour le portrait de Lord North.
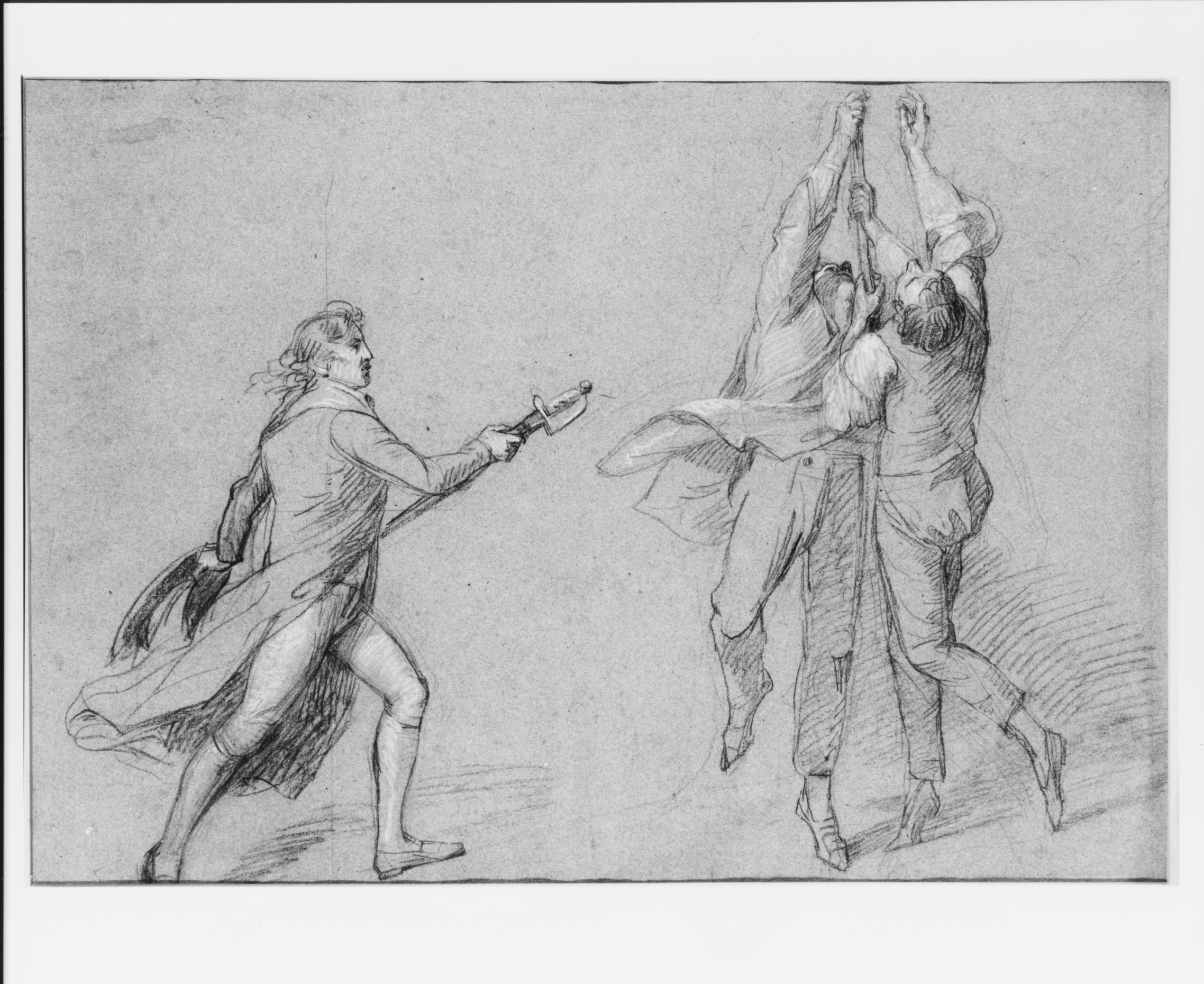
Étude pour la défaite de l'amiral Winter.
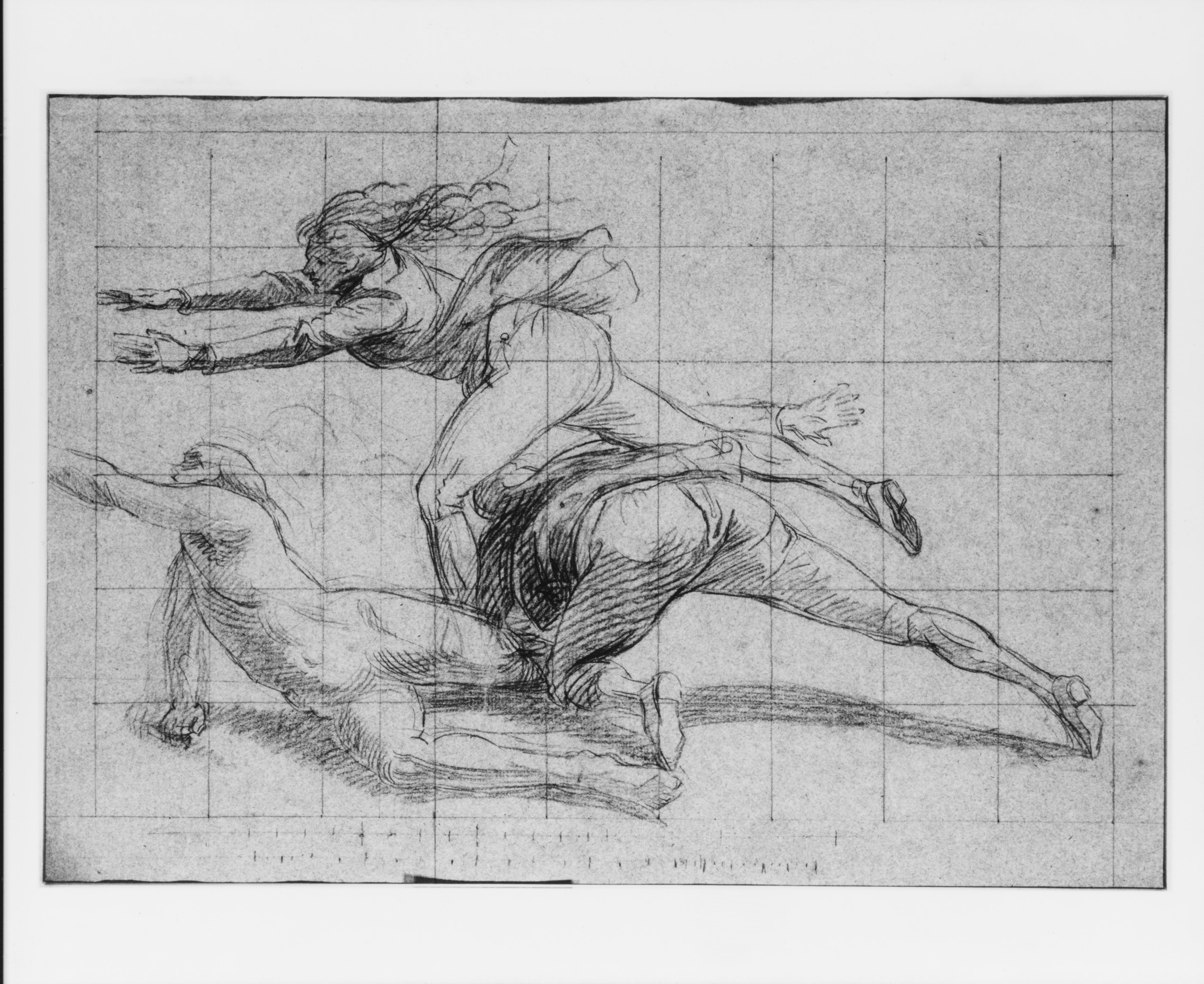
Étude pour Le Siège de Gibraltar.
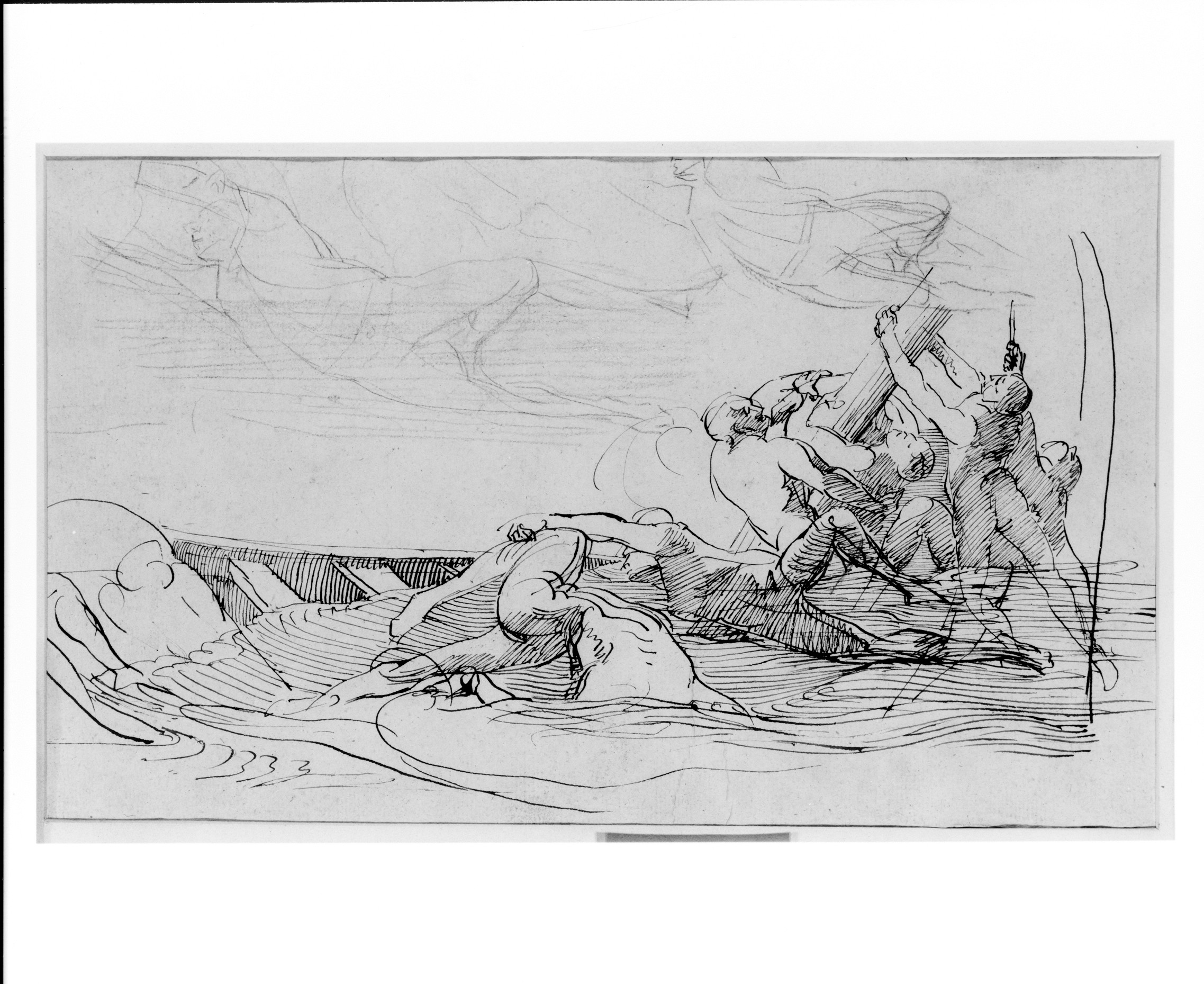
Étude pour Le Siège de Gibraltar.
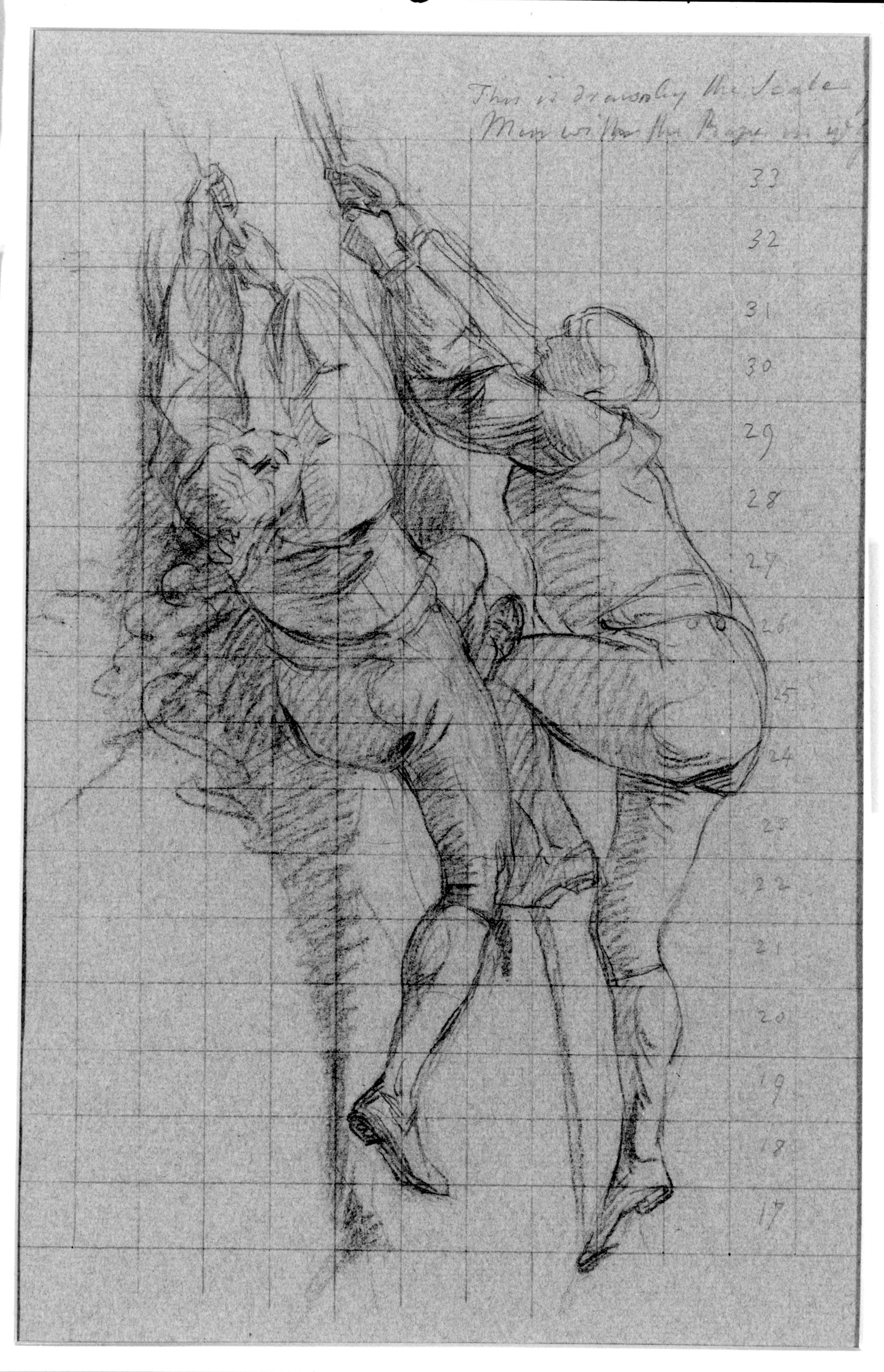
Étude Le Siège de Gibraltar.
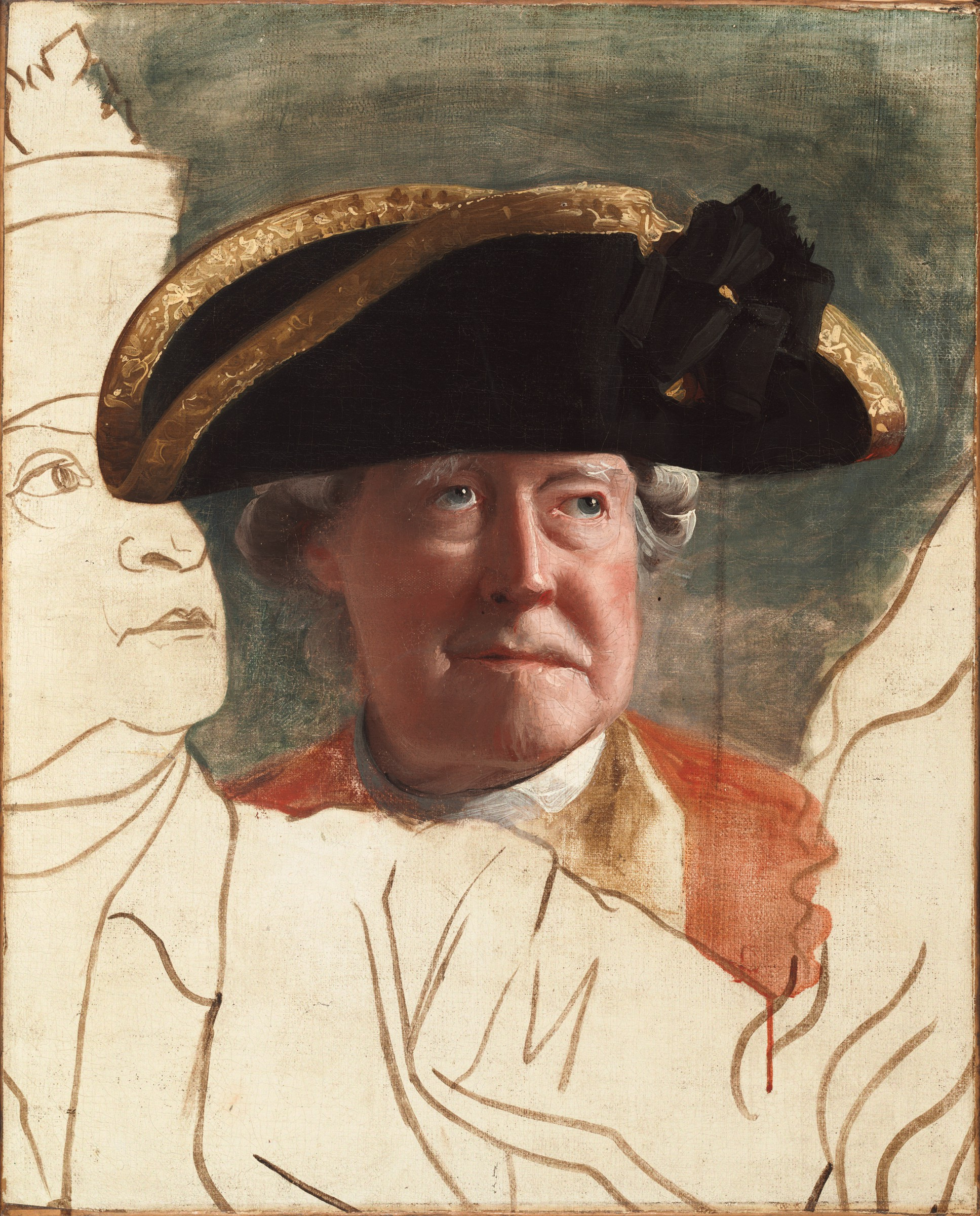
Étude August de la Motte, 1787.

Ces toiles influencèrent indirectement John Trumbull et, par gravures interposées, peut-être le néoclassicisme français, comme dans le Serment du Jeu de paume de Jacques-Louis David, avance Prown .
Mais après ce triomphe, sa carrière décline. Son Siège de Gibraltar , sa plus grande toile, commandée en 1783 et achevée tardivement, reçut un accueil mitigé, elle fut cependant gravée par William Sharp. Sa première commande royale, Les Filles de George III, fut moquée publiquement, et il perd presque tout soutien aristocratique. En 1785, la mort de ses deux plus jeunes enfants l’affecte profondément.
Dans les années 1790, ses scènes d’histoire anglaise du XVIIIᵉ siècle ne séduisent pas le public. Son dernier grand succès moderne fut La Victoire de Lord Duncan (1798–1799), après quoi ses capacités déclinèrent rapidement,. 

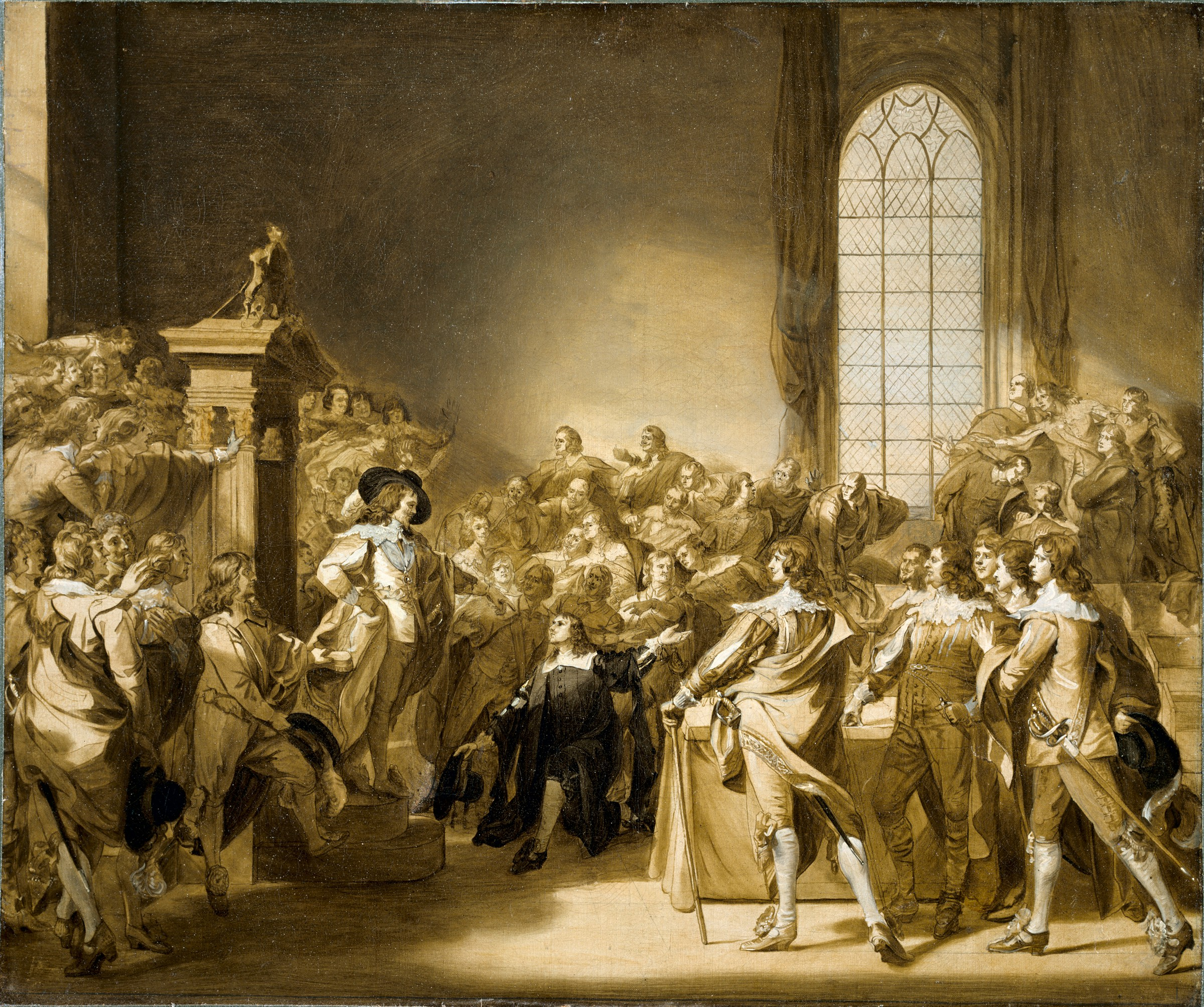
Étude [avancée] pour Charles I Demanding Impeachment of Five Members of The House of Commons, c. 1785[31].
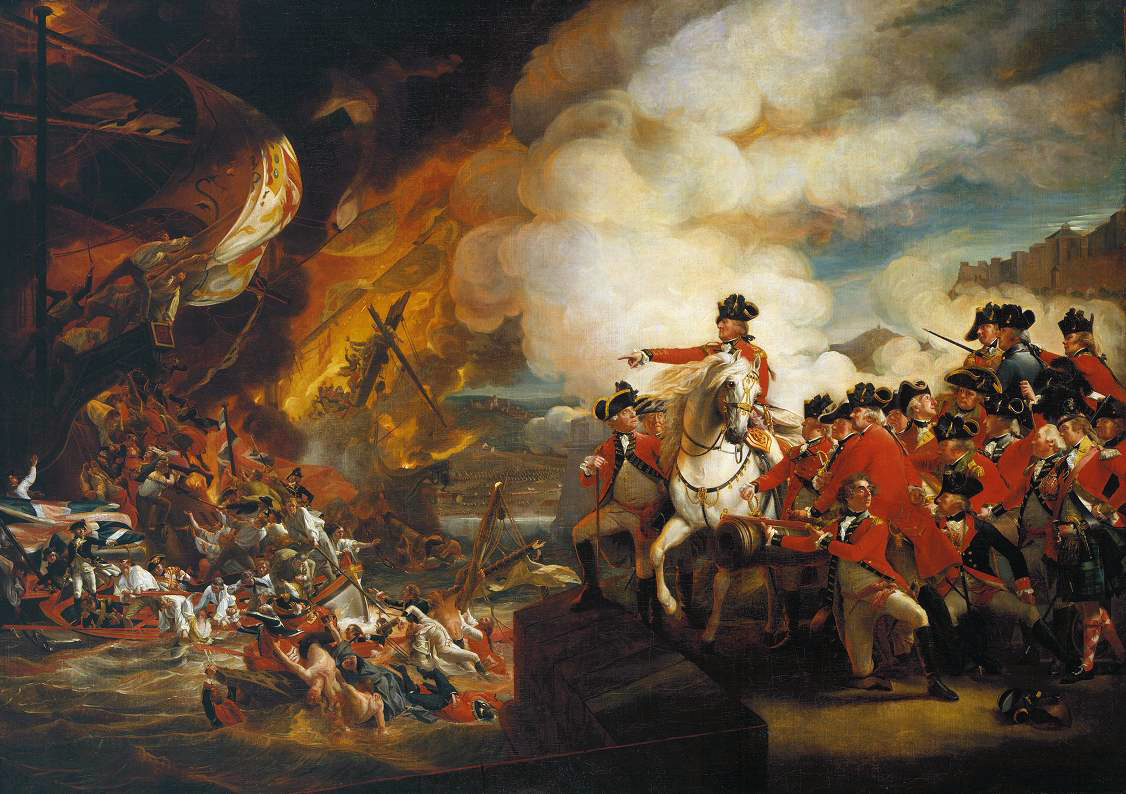
Le siège de Gibraltar (c. 1783).
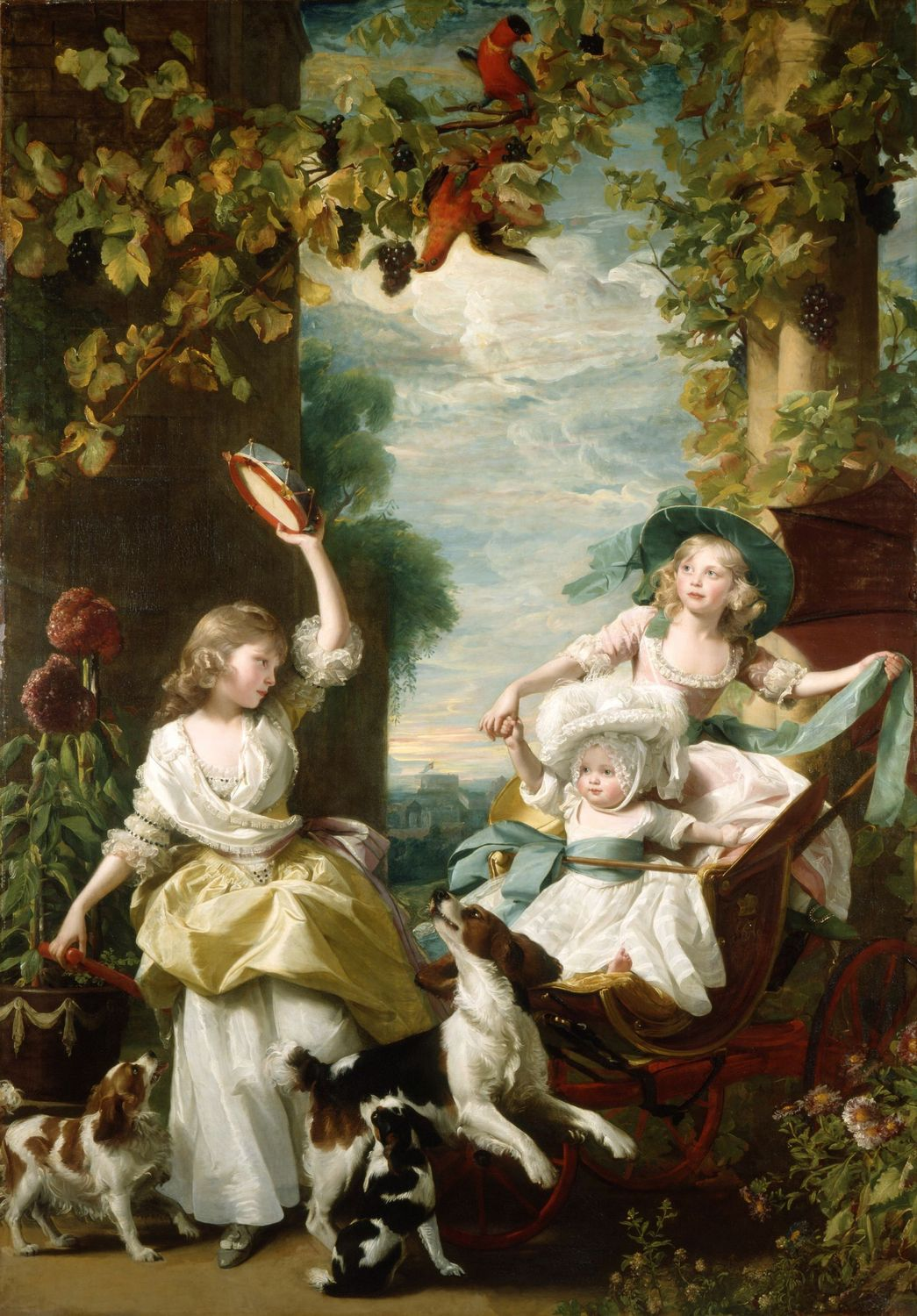
Les filles du Roi George III ou Les Trois princesses (1785)[32].
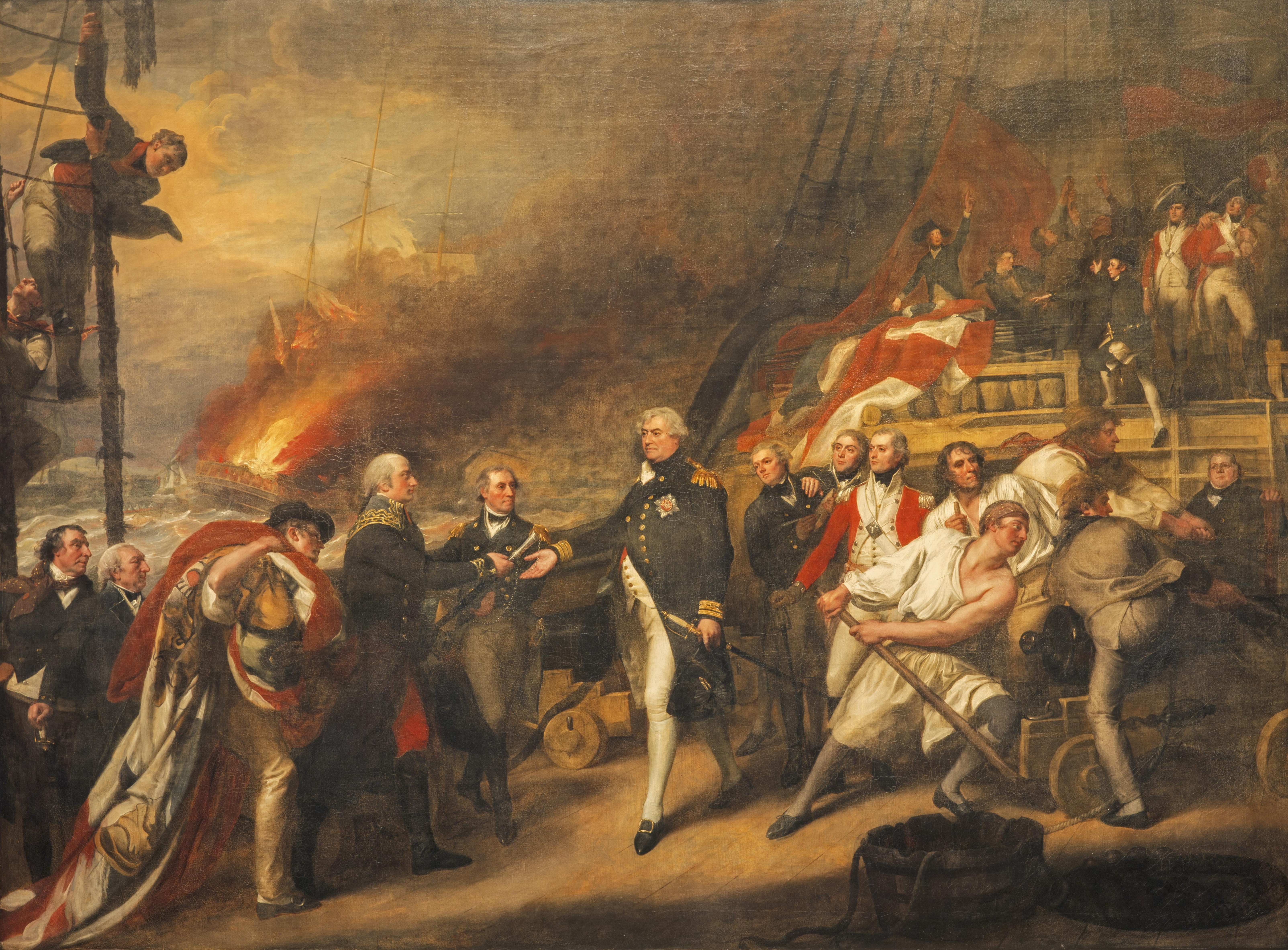
La Victoire de Lord Duncan (1799).
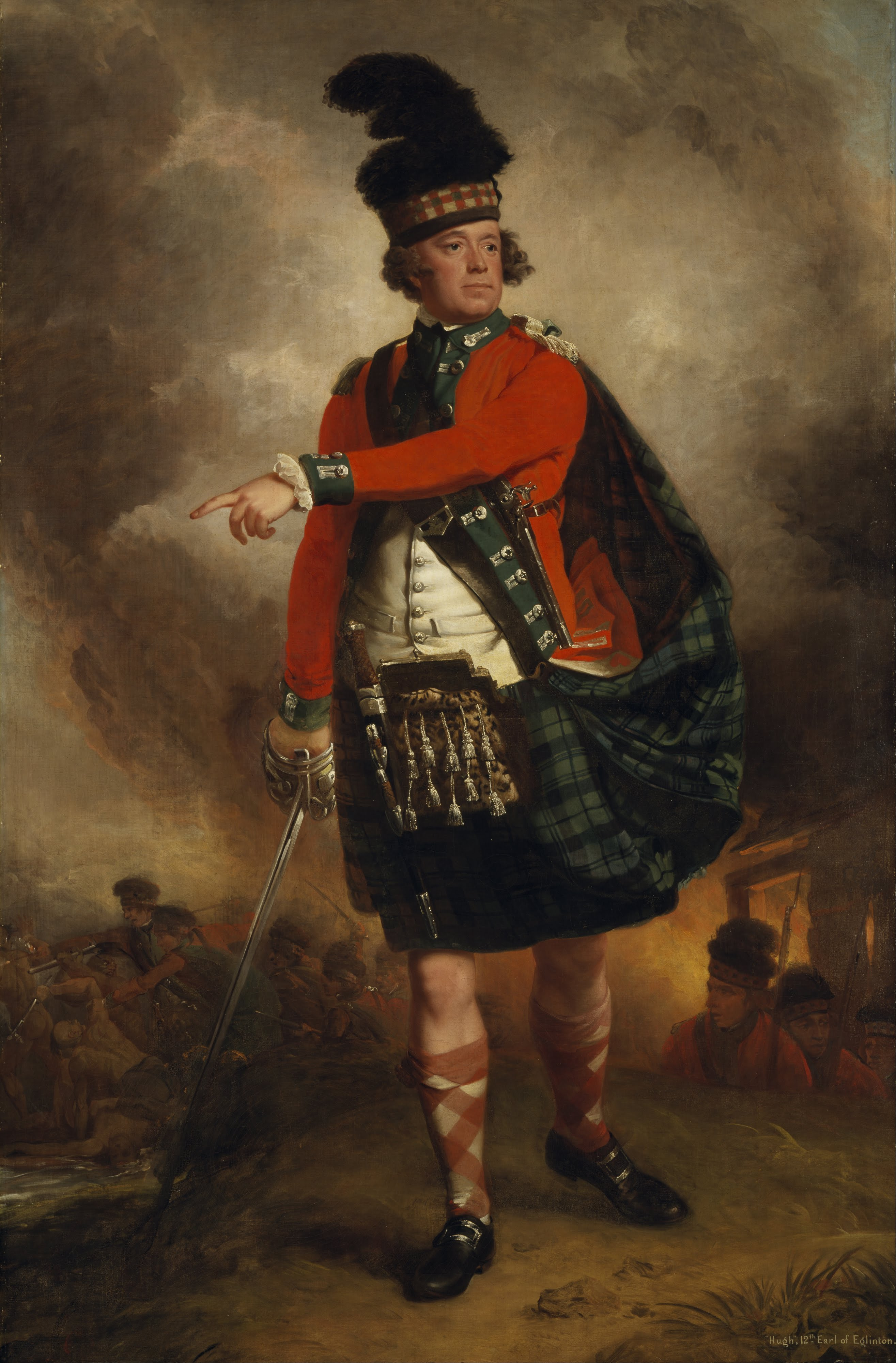
Portrait d'Hugh Montgomerie (1780).

| - Jeremiah Lee, 1769. - Mrs Jeremiah Lee, Martha Swett, 1769. |

Ses dernières années au début du XIXᵉ siècle furent marquées par des querelles, des dettes et l'affaiblissement de sa santé. Il regrette la vente de sa propriété de Beacon Hill à laquelle il était très attaché et qu'il ressent comme une mise en exil, selon l'analyse de Jane Kamensky. Selon Theodore Martin, il parle souvent, de deux de ses portraits, Colonel et Mme Lee, peints en 1769, comme d'une excellence qu'il n'avait jamais surpassée.
Il meurt d’une attaque cérébrale en 1815 à l'âge de 77 ans. Il repose dans l'église Saint Jean Baptiste de Croydon (Suffolk).
Sa carrière, partagée entre deux continents pendant près de soixante ans, fait de lui l'un des artistes transatlantiques majeurs du XVIIIe siècle.

## Postérité

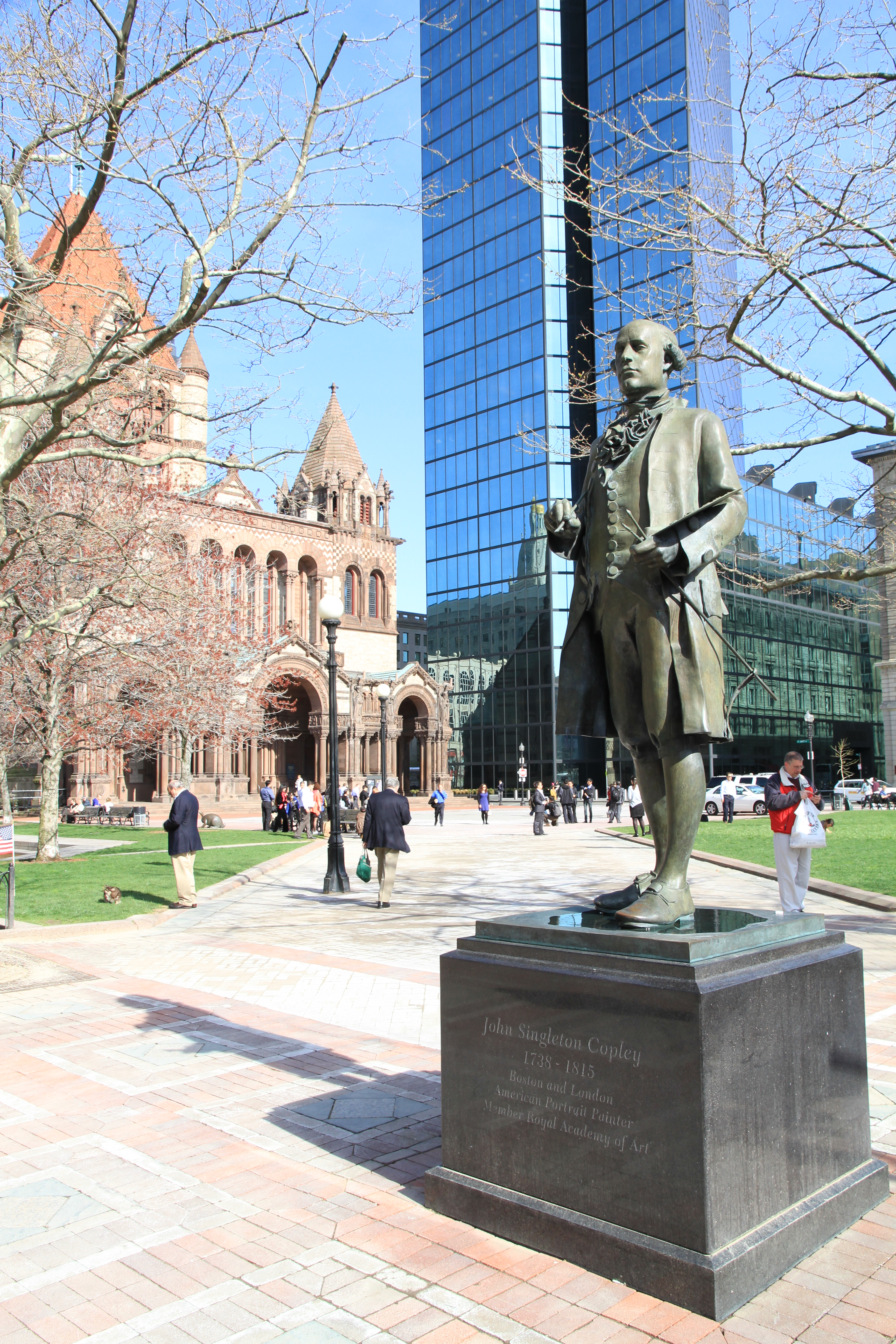
Statue, Copley Square.

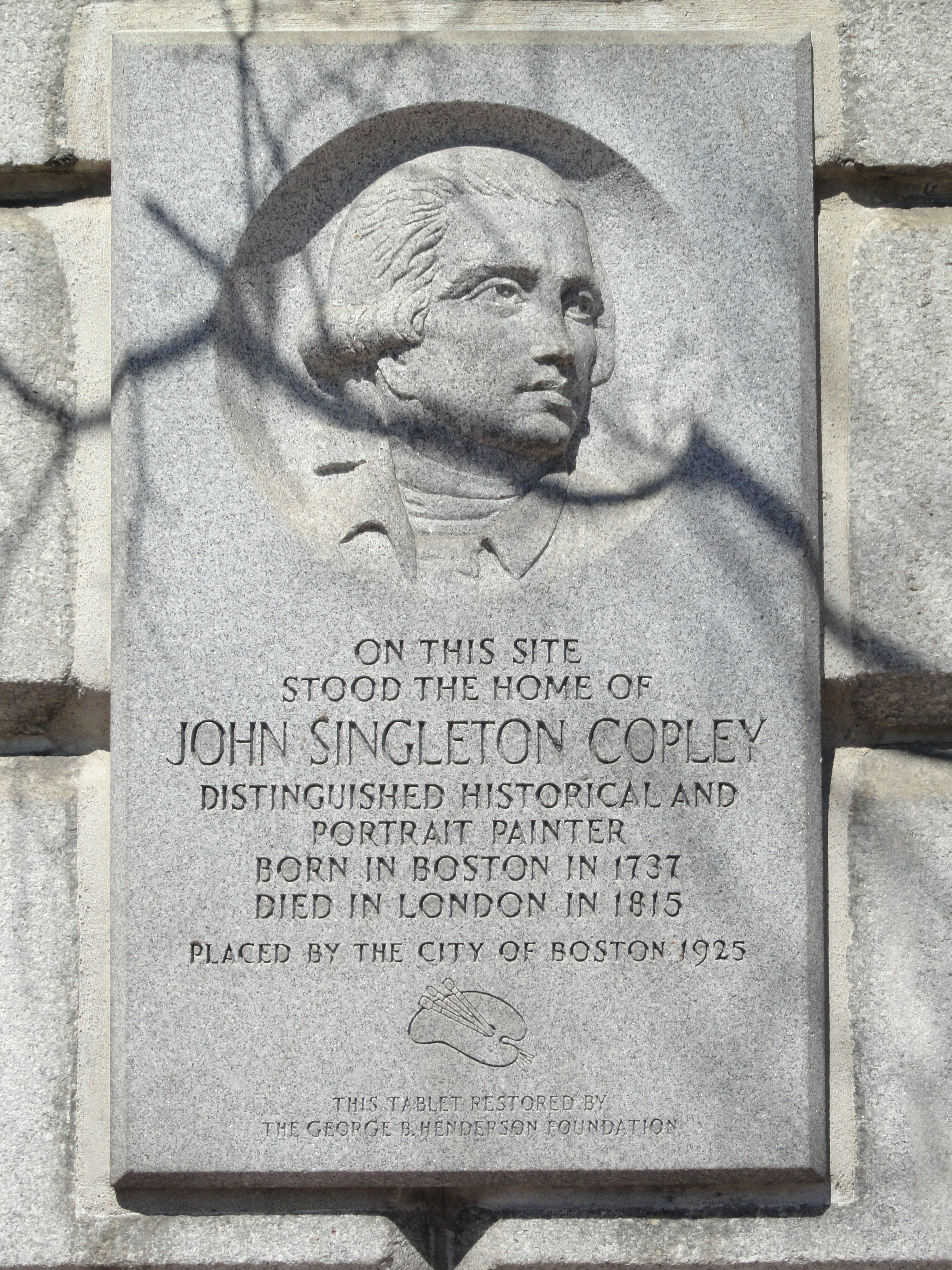
Plaque sur le lieu de résidence de John Singleton Copley, Boston, MA - DSC00191, installée par la ville de Boston en 1925.

Pour l'historien d'art Paul Staiti « Copley fut le plus grand et le plus influent peintre de l'Amérique coloniale, avec environ 350 œuvres à son actif. Grâce à ses portraits et ses représentations saisissantes, il a défini une tradition artistique réaliste en Amérique. Son héritage s'est prolongé tout au long du XIXe siècle dans les œuvres d'artistes aussi divers que Fitz Hugh Lane ou William Michael Harnett. En Grande-Bretagne, tout en continuant à peindre des portraits pour l'élite, sa grande réussite fut le développement de la peinture d'histoire contemporaine, qui combinait reportage, idéalisme et théâtre. Il fut également l'un des pionniers de l'exposition privée, organisant des expositions et commercialisant des reproductions de ses propres œuvres auprès d'un large public qui, autrement, n'aurait pu assister qu'aux expositions de la Royal Academy, ou qui n'avait jamais assisté à des expositions auparavant ».
La Place des arts de Boston ainsi nommée pour sa proximité avec l'ancien Musée des beaux-arts est rebaptisée Copley Square (Place Copley) en 1883,.
Un timbre de 5 cents commémorant John Singleton Copley a été émis par le service des Postes des États-Unis en 1965, à l'occasion du 150e anniversaire de sa mort.
En 1976, un cratère sur Mercure a été nommé Copley, il est adopté par l'union astronomique internationale.
En 2002 une statue représentant John Singleton Copley, réalisée par Lewis Cohen, est installée sur la place Copley.